# Ligusticum xizangense
Ligusticum xizangense är en flockblommig växtart som beskrevs av Z.H.Pan och M.L.Sheh. Ligusticum xizangense ingår i släktet strandlokor, och familjen flockblommiga växter. Inga underarter finns listade i Catalogue of Life.